# Eesti Raadioamatööride Ühing
Der Eesti Raadioamatööride Ühing (kurz ERAÜ, deutsch „Estnischer Amateurfunkverband“) ist der nationale Verband der Funkamateure in Estland.
Mit der Abkürzung ERAU (hier „U“ statt des Umlauts „Ü“) und unter dem Namen Eesti Raadioamatooride Uhing ist er seit 1938 Mitglied der International Amateur Radio Union (IARU Region 1), der internationalen Vereinigung von Amateurfunkverbänden, und vertritt dort die Interessen der Funkamateure des Landes.

## Geschichte
Bereits in den 1920er Jahren gab es Amateurfunk in Estland. Nachdem am 11. Mai 1924 die erste estnische Rundfunkübertragung stattgefunden hatte – der Sender stand damals im Westen des Landes in der Stadt Haapsalu – glückte es am 5. August 1924 dem estnischen Funkamateur Karl Olof Leesment (Foto unter Weblinks) von Pärnu mit einem selbstgebauten Kurzwellenempfänger, europäische Funkamateure zu hören. Möglicherweise hat er auch bereits erste QSOs geführt, also zweiseitige Funkverbindungen. Dies gelang nachweislich Vitali Aleksandrov-Suigussaar im Frühjahr 1926. Seit dem 1. Januar 1929 verfügt Estland über „sein“ Funk-Präfix ES.
Am 1. März 1935 wurde der Eesti Raadioamatööride Ühing beim Innenministerium der Republik Estland offiziell angemeldet und registriert. Die erste Generalversammlung folgte im Herbst desselben Jahres, am 22. September, ebenfalls in der estnischen Hauptstadt Tallinn. Dabei wurde ein fünfköpfiger Vorstand gewählt, mit Arnold Isotamm (späteres Amateurfunkrufzeichen ES5F) als dem ersten Präsidenten des ERAÜ. Am 1. September 1938 wurde der Verband in die IARU aufgenommen.
Nach Ankunft der Roten Armee der Sowjetunion in Estland wurden ab dem 12. Dezember 1940 sämtliche Amateurfunkstellen im Land verboten. Estland wurde zur Estnischen Sozialistischen Sowjetrepublik (ESSR). Erst 1990 bekam Estland seine Unabhängigkeit zurück und ein Jahr später war die Wiedergründung des ERAÜ möglich. Da die damalige Zeit schwierig und das Benzin knapp war, wurde beschlossen, dazu kein physisches Treffen durchzuführen, sondern sich „virtuell On-Air“ zu versammeln. Am 14. Dezember 1991 fand die Sitzung der estnischen Funkamateure auf dem 80-Meter-Band statt, bei der die bevollmächtigten Vertreter der Landkreise für die Wiederherstellung des ERAÜ stimmten und dessen ersten Nachkriegsvorstand wählten. Präsident wurde Enn Lohk (ES1AR). Im Juni 1992 wurde die Wiedergründung des ERAÜ von der IARU offiziell anerkannt.